# 湯の丸スキー場

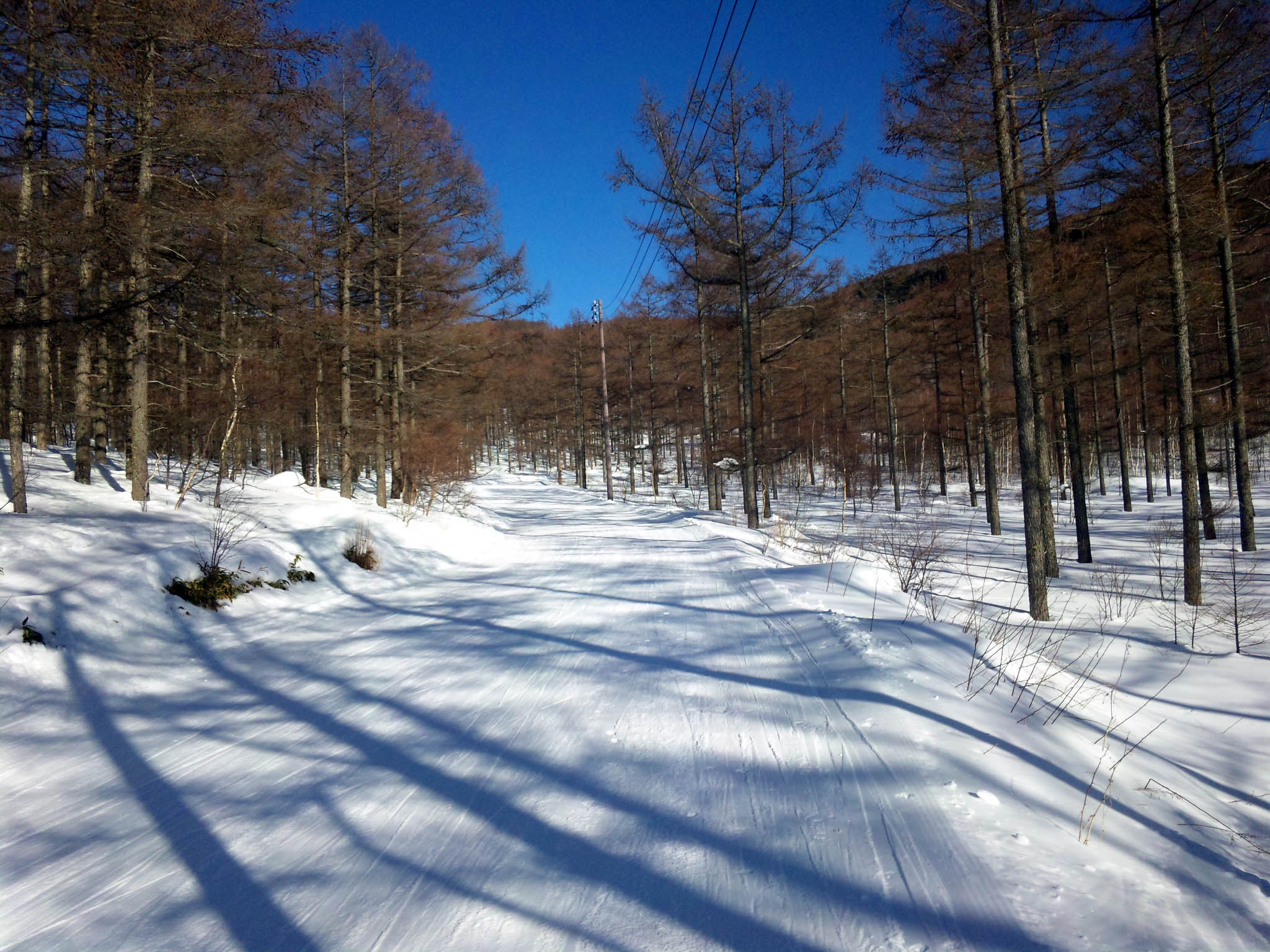
林間コースのカモシカコース

湯の丸スキー場（ゆのまるスキーじょう）は、長野県東御市にあるスキー場。群馬県嬬恋村との県境となる地蔵峠の両側にある。

## 概要
中級コースが主体、最高点が1965mと標高が高いため乾いた天然のパウダースノーが楽しめる。スノーボードは一部を除いて滑走可能。ナイター営業は実施していない。
ゲレンデからは写真のように湯ノ丸山、烏帽子岳を正面に眺めることができる。

## コース・リフト・レストランハウス
6基のリフトで8本のコースが設置されている。うち1本はフード付きの高速ペアリフトとなる。

### コース
- 第１ゲレンデA (500m,最大斜度28度)
- 第１ゲレンデB (600m,最大斜度28度)
- 第２ゲレンデ (500m)
- 第３ゲレンデ (630m)
- 第４ゲレンデ（ポール練習コースあり,800m）
- 第５ゲレンデ (450m)
- 第６ゲレンデ (1,100m)
- かもしかコース (2,200m)
- ラビットコース (600m)

### リフト
- 第1ロマンスリフト (514m)
- 第2ペアリフト (466m)
- 第3ペアリフト (603m)
- 第4ロマンスリフト (758m)
- 第5トリプルリフト (514m)
- 湯の丸高速カプセルリフト（第６,1,040m）

西篭ノ登山の山麓にある東側のゲレンデと写真のように湯ノ丸山の山麓にある西側にゲレンデと分かれており、その間を長野県道・群馬県道94号東御嬬恋線が走っている。そのため双方のコースをスキーをはいたまま移動することはできない。上部の写真は東側の山頂付近から西側のゲレンデを写している。
「カモシカコース」は3キロメートルに及ぶ林間コースで、スノーボード滑走不可。また運がよければ実際にカモシカにお目にかかれることもある。

### レストランハウス
- レストランハウスファミリー（第2ゲレンデ）
- レストランハウスフレンド（第6ゲレンデ）
- レストランハウスペア（第4ゲレンデ）
- レストランハウス湯の丸（湯の丸高原ホテル横）

## アクセス
- 上信越自動車道東部湯の丸ICから14キロメートル
- 上信越自動車道小諸ICから15キロメートル
  - 湯の丸や小諸どちらからアクセスするにしても長野県道・群馬県道94号東御嬬恋線の急な上り坂を登る必要があるため、除雪はしっかりされるものの、スタッドレスタイヤやチェーンなどは必須となる。駐車場は無料である。
- JR東日本北陸新幹線：佐久平駅20キロメートル（バス）があったが廃止となった。[1]

## 歴史
- 1928年(昭和3年) - 湯ノ丸山にスキーゲレンデが開設される[2]。
- 1961年(昭和36年) - 湯の丸観光開発株式会社によりスキー場開発が始まる。520mのリフトが設置され12月より運用開始[2][3]。
- 1986年（昭和61年）湯の丸初となるロマンスリフト（第4）が小島製作所によって建設。